# Lillsjön (Alsens socken, Jämtland)
Lillsjön är en sjö i Krokoms kommun i Jämtland och ingår i Indalsälvens huvudavrinningsområde. Sjön har en area på 0,289 kvadratkilometer och ligger 341,3 meter över havet. Sjön avvattnas av vattendraget Slåtteån.

## Delavrinningsområde
Lillsjön ingår i det delavrinningsområde (703373-140121) som SMHI kallar för Utloppet av Lillsjön. Medelhöjden är 371 meter över havet och ytan är 2,75 kvadratkilometer. Räknas de 4 avrinningsområdena uppströms in blir den ackumulerade arean 29,58 kvadratkilometer. Slåtteån som avvattnar avrinningsområdet har biflödesordning 3, vilket innebär att vattnet flödar genom totalt 3 vattendrag innan det når havet efter 276 kilometer. Avrinningsområdet består mestadels av skog (57 procent), öppen mark (12 procent) och jordbruk (16 procent). Avrinningsområdet har 0,29 kvadratkilometer vattenytor vilket ger det en sjöprocent på 10,4 procent.